# Décès en décembre 1937
Décès
- 1933
- 1934
- 1935
- 1936
- 1937
- 1938
- 1939
- 1940
- 1941

Pour une information complémentaire, voir la page d'aide.

| Date        | Nom           | Pays                 | Activités                              | Âge | Source |
| ----------- | ------------- | -------------------- | -------------------------------------- | --- | ------ |
| 11 décembre | Ángel Pestaña | Drapeau de l'Espagne | Militant anarchosyndicaliste espagnol. | 51  |        |